# Волела сам
Волела сам је десети студијски албум српске фолк певачице Наде Топчагић, издат 1989. године за ПГП РТБ. Албум је снимљен у сарадњи са оркестром Драгана Стојковића Босанца.

## Списак песама
| №  | Назив                       | Текст             | Музика                | Трајање |  |
| 1. | Волела сам колико сам могла | Стојанка Папков   | Предраг Вуковић Вукас |         |  |
| 2. | Ти си моја десна рука       | Светлана Николић  | Предраг Вуковић       |         |  |
| 3. | Због тебе                   | Светлана Николић  | Жика Ивковић          |         |  |
| 4. | Бабо, бабо мој              | Светислав Вуковић | Предраг Вуковић       |         |  |
| 5. | Лудуј, лудуј срце моје      | Миша Мандић       | Марија Ћајић          |         |  |
| 6. | 120 дана                    | Светлана Николић  | Светлана Николић      |         |  |
| 7. | Царуј царе                  | Светислав Вуковић | Предраг Вуковић       |         |  |
| 8. | Луда главо                  | Рале Ћајић        | Марија Ћајић          |         |  |